# Dongmazar (köpinghuvudort i Kina, Xinjiang Uygur Zizhiqu, lat 43,83, long 81,85)
Dongmazar (kinesiska: 墩麻扎, 墩麻扎镇) är en köpinghuvudort i Kina. Den ligger i den autonoma regionen Xinjiang, i den nordvästra delen av landet, omkring 460 kilometer väster om regionhuvudstaden Ürümqi. Antalet invånare är 11 932. Befolkningen består av 5 689 kvinnor och 6 243 män. Barn under 15 år utgör 24,0 %, vuxna 15-64 år 70 %, och äldre över 65 år 4,0 %.
Runt Dongmazar är det ganska tätbefolkat, med 72 invånare per kvadratkilometer. Närmaste större samhälle är Yuqunweng, 19,0 km väster om Dongmazar. Trakten runt Dongmazar består i huvudsak av gräsmarker.
Genomsnittlig årsnederbörd är 410 millimeter. Den regnigaste månaden är juni, med i genomsnitt 53 mm nederbörd, och den torraste är mars, med 11 mm nederbörd.